# جزیره پلی
جزیره پلی (به انگلیسی: Pelly Island) یک جزیره غیر مسکونی در کانادا است که در قلمروهای شمال غرب واقع شده‌است.